# Новий Акатуй
Новий Акату́й (рос. Новый Акатуй) — село у складі Александрово-Заводського району Забайкальського краю, Росія. Адміністративний центр Ново-Акатуйського сільського поселення.
Стара назва — Замок.

## Населення
Населення — 732 особи (2010; 866 у 2002).
Національний склад (станом на 2002 рік):
- росіяни — 98 %